# (9230) Yasuda
(9230) Yasuda est un astéroïde de la ceinture principale.

## Description
(9230) Yasuda est un astéroïde de la ceinture principale. Il fut découvert le 29 décembre 1996 à Chichibu par Naoto Satō. Il présente une orbite caractérisée par un demi-grand axe de 3,09 UA, une excentricité de 0,19 et une inclinaison de 2,3° par rapport à l'écliptique.

## Compléments